# Drnholec
Drnholec (in tedesco Dürnholz) è un comune mercato della Repubblica Ceca facente parte del distretto di Břeclav, in Moravia Meridionale.